# Francesco Calì (militare)
Francesco Calì (Lercara Friddi, 7 gennaio 1915 – Taranto, 4 maggio 1938) è stato un militare italiano, Carabiniere insignito di medaglia d'oro al valor militare alla memoria.

## Biografia
Nato a Lercara Friddi (Pa) il 7 gennaio 1915, viene ammesso presso la legione allievi carabinieri di Roma, il 17 ottobre 1935, all'età di 20 anni. Con la nomina a carabiniere, avvenuta il 30 aprile 1936, viene inviato alla legione di Bari in qualità di carabiniere a piedi, venendo successivamente assegnato alla compagnia CC dell'Arsenale Marittimo Militare di Taranto con compiti di polizia militare e guardia alle unità navali lì ormeggiate.
La notte del 4 maggio 1938, era impiegato poco fuori la città, insieme al collega Antonio Lorusso, nel tentativo di recuperare dei materiali trafugate dalle officine adibite alla costruzione di sommergibili. I due militari, sorpresi i quattro soggetti arrivati via mare intenti a rubare strumentazioni, li inseguivano mentre tentavano di prendere il largo. Colpito violentemente cadeva in acqua e gravemente ferito affogava.

## Riconoscimenti e dediche
- Alla memoria del carabiniere Francesco Calì è intitolata la Caserma sede della Compagnia Carabinieri di Lercara Friddi (Pa).